# Friedrich Wöhler
Friedrich Wöhler (n. 31 iulie 1800, Eschersheim⁠(d), Hessa, Germania – d. 23 septembrie 1882, Göttingen, Imperiul German) a fost un chimist german, cunoscut pentru sinteza ureei, dar și pentru izolarea unor elemente chimice.

## Date biografice
S-a născut la Eschersheim lângă Frankfurt. În 1823 Wöhler a terminat studiile de medicină la Heidelberg în laboratorul lui Leopold Gmelin, lucrând apoi cu Jöns Jakob Berzelius la Stockholm. A predat chimia între 1825 și 1831 la Școala Politehnică din Berlin; până în 1836 a lucrat la Școala Politehnică din Kassel, devenind apoi profesor de chimie la Universitatea din Göttingen, unde a rămas până la sfârșitul vieții.

## Opera

### Contribuții în chimie
Wöhler este considerat pionierul chimiei organice datorită sintetizării ureei (sinteza Wöhler) în 1828. Până în 1828 se credea că substanțele chimice se pot forma doar sub influența "forței vitale" în corpul animalelor și plantelor. Wöhler a demonstrat că această teorie este falsă prin prepararea artificială a ureei folosind numai materiale anorganice. Sinteza ureei a fost esențială pentru biochimie deoarece ea a dovedit că un compus cunoscut ca fiind produs numai de organisme biologice poate fi produs în laborator, în anumite condiții, din materiale fără viață. Această sinteză in vitro de materie organică a invalidat teoria general acceptată la acea vreme (vitalism) despre vis vitalis, o "forță a vieții" transcedentală necesară pentru producerea compușilor organici. Arătând că cianatul de amoniu se poate transforma în uree printr-o transpoziție internă de atomi, fără câștig sau pierdere de masă, Wöhler a arătat unul dintre primele exemple de izomerie, abolind vechea idee prin care două corpuri, A și B, având proprietăți fizice și chimice diferite, nu pot avea aceeași compoziție. În anul în care a realizat sinteza ureei, Wöhler devine profesor la vârsta de 28 de ani. Doi ani mai târziu, în 1830, Wöhler a publicat, în colaborare cu Justus von Liebig, rezultatele cercetărilor privind caracterul polimeric al acizilor cianic și cianuric. Berzelius, în raportul său către Academia Regală de Științe din Suedia, a calificat aceste lucrări drept cele mai importante din acel an în domeniile fizicii, chimiei și mineralogiei. Aceste rezultate, imprevizibile, au adus dovezi suplimentare în favoarea conceptului de izomerie.
Descoperirile lui Wöhler au avut o mare influență asupra teoriei chimiei. În perioada 1820-1881, practic toate revistele de chimie au publicat în fiecare an articolele sale.

### Descoperiri și lucrări de cercetare

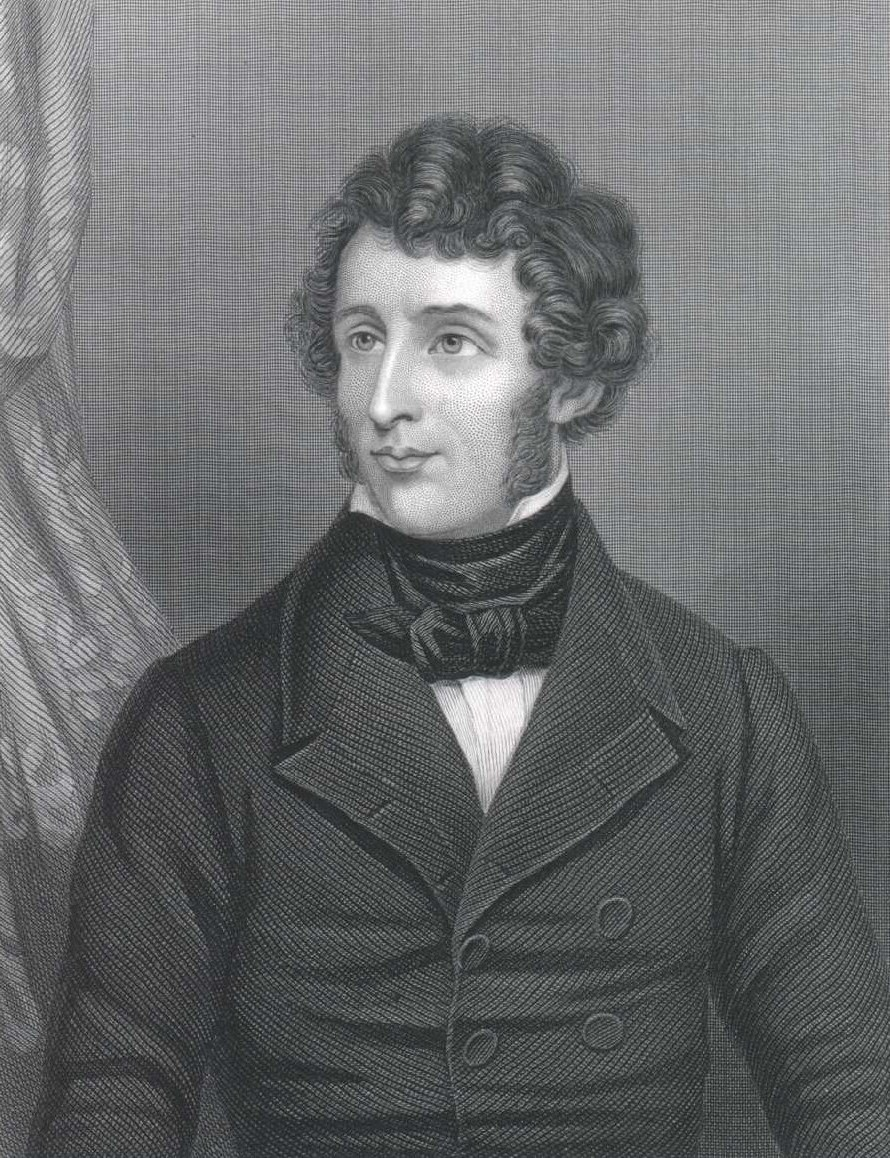
Friedrich Wöhler

Wöhler a fost și co-descoperitorul beriliului și siliciuliui, precum și a sintezei carburii de calciu, printre altele. În 1834, Wöhler și Liebig au publicat un studiu despre uleiul de migdale amare. Prin aceste experiențe ei au demonstrat că un grup de atomi de carbon, hidrogen și oxigen se poate comporta ca un element, poate înlocui un element și poate fi înlocuit de un element în compuși chimici. Astfel a fost introdusă noțiunea de radical, o doctrină care a avut o influență profundă asupra dezvoltării chimiei.
De la descoperirea potasiului făcută de Humphry Davy, se considera că alumina conține un metal în combinație cu oxigenul. Davy, Oerstedt și Berzelius au încercat să extragă acest metal, dar fără succes. Lucrările lui Wöhler pe același subiect au dus la descoperirea aluminiului metalic. Lui i se datorează și izolarea elementelor ytriu, beriliu și titan, observația că siliciul poate fi obținut sub formă de cristale și că unii meteoriți conțin materie organică. El a analizat o mare cantitate de meteoriți și timp de mai mulți ani a scris rezumatul literaturii despre meteoriți în Jahresbericht der Chemie; a deținut cea mai mare colecție particulară de pietre și metale meteorice. Wöhler și Sainte Claire Deville au descoperit forma cristalină a borului, iar Wöhler împreună cu Buff compușii siliciului cu hidrogenul și un oxid cu valență scăzută al siliciului. În timpul șederii la Cassel, Wöhler a pus la punct un procedeu de obținere a nichelului metalic pur, iar împreună cu alți doi prieteni a deschis o fabrică pentru obținerea acestui metal.

## Lucrări importante
- Lehrbuch der Chemie, Dresda, 1825, 4 volume
- Grundriss der Anorganischen Chemie, Berlin, 1830
- Grundriss der Organischen Chemie, Berlin, 1840
- Praktischen Uebringen der Chemischen Analyse, Berlin, 1854